# Городское кладбище (Новочеркасск)
Городское кладбище — кладбище в городе Новочеркасске Ростовской области, одно из четырёх кладбищ Новочеркасска.

## История

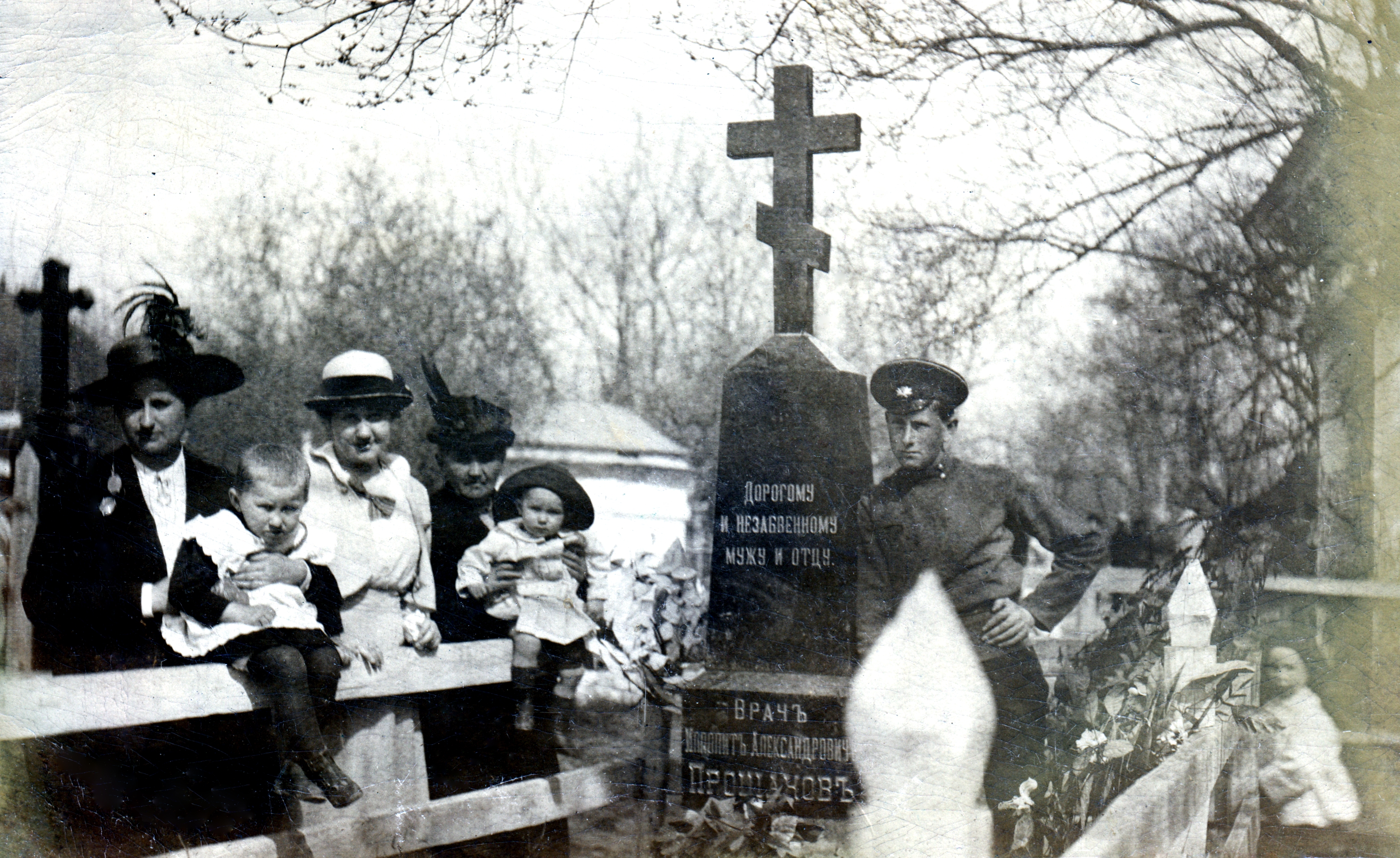
У могилы земского врача И. А. Прощакова, 1915 год

Кладбище является самым старым в Новочеркасске. Занимает площадь 21,8 га; с 1961 года и по сегодняшний день включает в себя около 53 470 захоронений. Кладбище имеет ещё одно название — Дмитриевское, которое происходит от Свято-Димитриевского храма, построенного на его территории в 1810 году. Сам некрополь ведёт свою историю с 1801 года, но захоронения на нём появились раньше. На кладбище сохранилось многие старинные захоронения. Некоторые из них разрушены, остальные находятся в хорошем состоянии.
Здесь находятся старые казачьи захоронения, братские могилы советских воинов, погибших в годы Великой Отечественной войны, одиночные воинские захоронения. 27 памятников признаны объектами культурного наследия Новочеркасска.
С 2014 года Новочеркасское городское кладбище является закрытым, допускаются только семейно-родственные захоронения. В связи с открытием нового кладбища это кладбище также получило название Старое кладбище.

## Известные люди, похороненные на кладбище
На кладбище были похоронены: русский военачальник А. М. Каледин, художник И. И. Крылов, музыкант К. М. Думчев, главный архитектор города Н. Я. Гладких, казачий атаман Г. П. Недвигин, Герой Советского Союза Вдовенко В. К. и другие известные люди Новочеркасска.

Памятник Недвигину Г. П., казачьему атаману
Памятник Ажиновой Л. Д., студентке НПИ
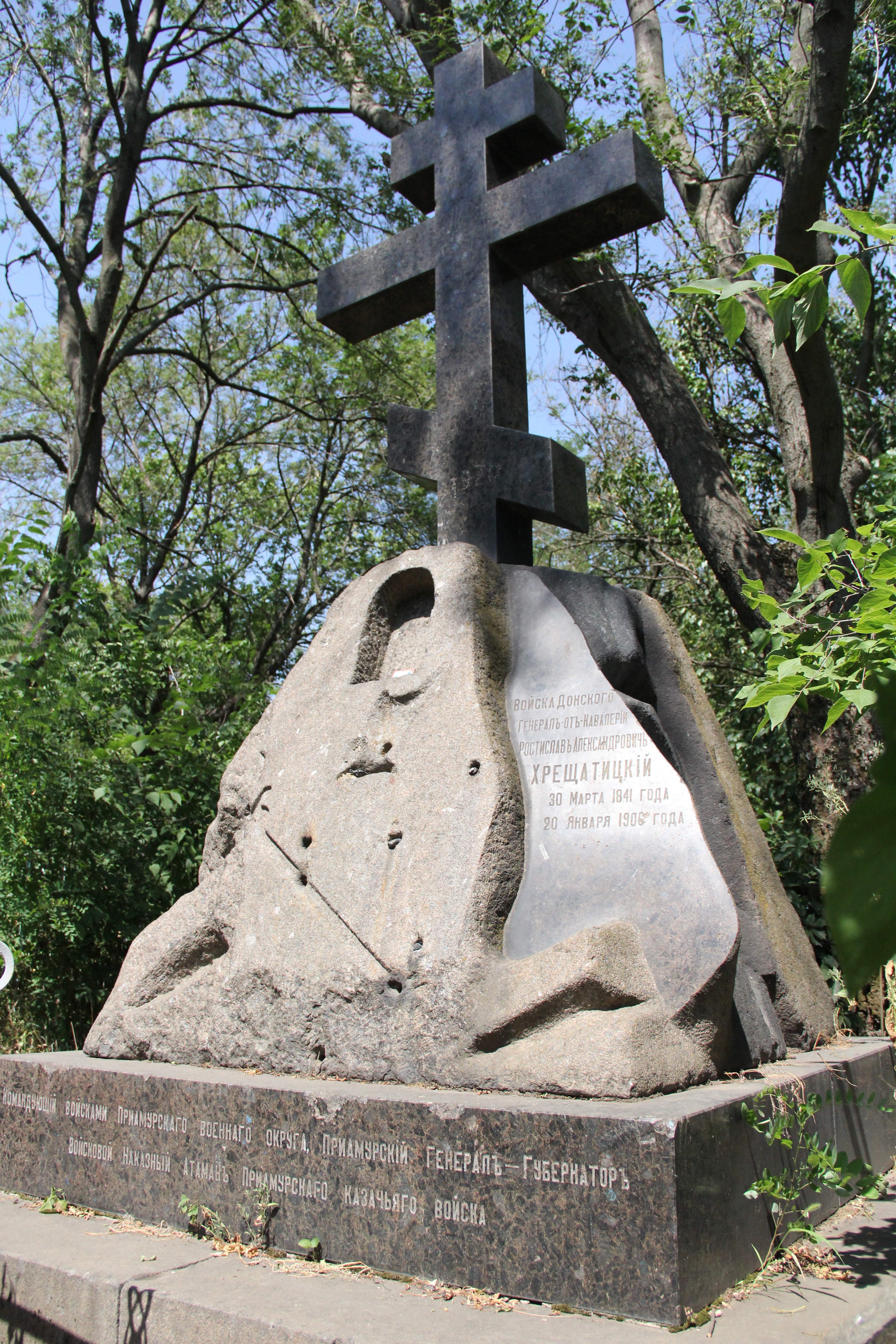
Памятник Хрещатицкому Р. А.